# Hakata-ku
Hakata-ku (博多区?) è uno dei sette quartieri amministrativi della città di Fukuoka, in Giappone.